# Atherigona cryptica
Atherigona cryptica este o specie de muște din genul Atherigona, familia Muscidae, descrisă de Adrian C. Pont în anul 1986.
Este endemică în Queensland. Conform Catalogue of Life specia Atherigona cryptica nu are subspecii cunoscute.